# Kornelius Drange Hole
Kornelius Drange Hole (ur. 15 października 1976 r.) – norweski narciarz dowolny. Najlepszy wynik na mistrzostwach świata osiągnął podczas mistrzostw w Whistler, gdzie zajął 17. miejsce w jeździe po muldach podwójnych. Nigdy nie startował na igrzyskach olimpijskich. Najlepsze wyniki w Pucharze Świata osiągnął w sezonie 2000/2001, kiedy to zajął 68. miejsce w klasyfikacji generalnej.
W 2002 r. zakończył karierę.

## Sukcesy

### Mistrzostwa Świata
| Miejsce | Dzień       | Rok  | Miejscowość | Konkurencja      | Zwycięzca         |
| ------- | ----------- | ---- | ----------- | ---------------- | ----------------- |
| 18.     | 18 lutego   | 1995 | La Clusaz   | Jazda po muldach | Edgar Grospiron   |
| 30.     | 8 lutego    | 1997 | Iizuna      | Jazda po muldach | Jean-Luc Brassard |
| 31.     | 10 marca    | 1999 | Meiringen   | Jazda po muldach | Janne Lahtela     |
| 33.     | 14 marca    | 1999 | Meiringen   | Muldy podwójne   | Johann Grégoire   |
| 27.     | 19 stycznia | 2001 | Whistler    | Jazda po muldach | Mikko Ronkainen   |
| 17.     | 21 stycznia | 2001 | Whistler    | Muldy podwójne   | Stéphane Yonnet   |

### Puchar Świata

#### Miejsca w klasyfikacji generalnej
- 1994/1995 – 127.
- 1995/1996 – 112.
- 1996/1997 – 80.
- 1999/2000 – -
- 2000/2001 – 68.
- 2001/2002 – -

#### Miejsca na podium
1. Mont Tremblant – 9 stycznia 1999 (Jazda po muldach) – 3. miejsce